# Токен
Токен — об'єкт, що утворюється із лексеми в процесі лексичного аналізу.
У прикладному програмуванні поняття токену та його лексема можуть не розрізнятися. 
Шаблон токена — формальний опис класу лексем, які можуть утворити даний тип токена. 
| тип токена | приклади лексем | опис                |
| ---------- | --------------- | ------------------- |
| string     | "Мова \"C\""    | рядкова стала       |
| id         | Name01          | ідентифікатор       |
| relop      | >=              | операції відношення |
| num        | 13              | число               |